# Елинико
Елинико (грч. Ελληνικό, што значи „хеленски“ или „грчки“) је приобална општина у региону Атика и јужни приградски град у атинском подручју у Грчкој. Од реформе локалне самоуправе из 2011., део је општине Елинико-Арјируполи, чија је општинска јединица. Елинико је познат по некадашњем Олимпијском комплексу Хелиникон, привременој спортској згради на земљишту некадашњег Међународног аеродрома Елиникон који је коришћен за Летње олимпијске игре 2004. и Летње параолимпијске игре 2004.
Елинико је место великог развојног пројекта за приобални део Атине који је почео 2020., а завршетак је заказан за 2026. — Метрополитан парк Хеленикон, који се састоји од луксузних кућа, хотела, казина, марине, продавница, канцеларија и највиших зграда у Грчкој, као што су кула Ривијера  и Hard Rock хотел и казино.

## Историја
1922. након грчко-турског рата, многе избеглице, посебно из града Понта, населиле су се у најсевернијем делу Елиникона, који је касније назван Сурма (Σούρμενα).

## Географија
Елинико се налази близу обале Саронског залива, 10 км јужно од центра Атине, на Атинској ривијери. Општина има површину од 7127 км2. Бивши аеродром се налази у западном делу општине, близу обале. Већи део стамбеног насеља налази се у источном делу, источно од некадашњег аеродрома. Северни део аеродрома је претворен у спортски комплекс. Постоје планови да се преостали део претвори у парк.
Елинико је добро повезан са центром Атине новом линијом атинског метроа. Атински трамвај опслужује приобални део Елиникона.

### Клима
Према подацима које је доставила Грчка национална метеоролошка служба, Елинико, као и већи део јужних предграђа Атине, има просечну годишњу температуру од 18,6  и прима 366,5 мм падавина годишње, тако да маргинално спада у категорију вруће полусушне климе са јаким медитеранским утицајима према Кепеновој климатској класификацији. Највиша забележена температура је  3. августа 2021., док је најнижа 18. фебруара 2008. Највиша минимална температура од  је забележена 26. јула 2023. Магла је ретка, док се грмљавине ретко јављају током целе године. Снежне падавине нису баш честе, иако се јављају скоро сваке године, али ретко изазивају озбиљне поремећаје у свакодневном животу.
| Клима Elliniko, coastal Athens (1955–2010), Extremes (1957–present), 28 m asl              | Клима Elliniko, coastal Athens (1955–2010), Extremes (1957–present), 28 m asl | Клима Elliniko, coastal Athens (1955–2010), Extremes (1957–present), 28 m asl | Клима Elliniko, coastal Athens (1955–2010), Extremes (1957–present), 28 m asl | Клима Elliniko, coastal Athens (1955–2010), Extremes (1957–present), 28 m asl | Клима Elliniko, coastal Athens (1955–2010), Extremes (1957–present), 28 m asl | Клима Elliniko, coastal Athens (1955–2010), Extremes (1957–present), 28 m asl | Клима Elliniko, coastal Athens (1955–2010), Extremes (1957–present), 28 m asl | Клима Elliniko, coastal Athens (1955–2010), Extremes (1957–present), 28 m asl | Клима Elliniko, coastal Athens (1955–2010), Extremes (1957–present), 28 m asl | Клима Elliniko, coastal Athens (1955–2010), Extremes (1957–present), 28 m asl | Клима Elliniko, coastal Athens (1955–2010), Extremes (1957–present), 28 m asl | Клима Elliniko, coastal Athens (1955–2010), Extremes (1957–present), 28 m asl | Клима Elliniko, coastal Athens (1955–2010), Extremes (1957–present), 28 m asl |
| Показатељ \ Месец                                                                          | .Јан.                                                                         | .Феб.                                                                         | .Мар.                                                                         | .Апр.                                                                         | .Мај.                                                                         | .Јун.                                                                         | .Јул.                                                                         | .Авг.                                                                         | .Сеп.                                                                         | .Окт.                                                                         | .Нов.                                                                         | .Дец.                                                                         | .Год.                                                                         |
| ------------------------------------------------------------------------------------------ | ----------------------------------------------------------------------------- | ----------------------------------------------------------------------------- | ----------------------------------------------------------------------------- | ----------------------------------------------------------------------------- | ----------------------------------------------------------------------------- | ----------------------------------------------------------------------------- | ----------------------------------------------------------------------------- | ----------------------------------------------------------------------------- | ----------------------------------------------------------------------------- | ----------------------------------------------------------------------------- | ----------------------------------------------------------------------------- | ----------------------------------------------------------------------------- | ----------------------------------------------------------------------------- |
| Апсолутни максимум, °C (°F)                                                                | 22,4 (72,3)                                                                   | 24,2 (75,6)                                                                   | 27,0 (80,6)                                                                   | 30,9 (87,6)                                                                   | 35,6 (96,1)                                                                   | 40,0 (104)                                                                    | 42,2 (108)                                                                    | 43,0 (109,4)                                                                  | 37,2 (99)                                                                     | 35,2 (95,4)                                                                   | 28,6 (83,5)                                                                   | 22,9 (73,2)                                                                   | 43 (109,4)                                                                    |
| Максимум, °C (°F)                                                                          | 13,6 (56,5)                                                                   | 14,1 (57,4)                                                                   | 15,9 (60,6)                                                                   | 19,6 (67,3)                                                                   | 24,4 (75,9)                                                                   | 29,2 (84,6)                                                                   | 32,2 (90)                                                                     | 32,2 (90)                                                                     | 28,3 (82,9)                                                                   | 23,4 (74,1)                                                                   | 18,8 (65,8)                                                                   | 15,1 (59,2)                                                                   | 22,23 (72,03)                                                                 |
| Просек, °C (°F)                                                                            | 10,3 (50,5)                                                                   | 10,6 (51,1)                                                                   | 12,4 (54,3)                                                                   | 16,1 (61)                                                                     | 20,9 (69,6)                                                                   | 25,6 (78,1)                                                                   | 28,3 (82,9)                                                                   | 28,2 (82,8)                                                                   | 24,3 (75,7)                                                                   | 19,6 (67,3)                                                                   | 15,4 (59,7)                                                                   | 11,9 (53,4)                                                                   | 18,63 (65,53)                                                                 |
| Минимум, °C (°F)                                                                           | 7,0 (44,6)                                                                    | 7,1 (44,8)                                                                    | 8,5 (47,3)                                                                    | 11,5 (52,7)                                                                   | 15,8 (60,4)                                                                   | 20,3 (68,5)                                                                   | 23,0 (73,4)                                                                   | 23,1 (73,6)                                                                   | 19,6 (67,3)                                                                   | 15,7 (60,3)                                                                   | 12,0 (53,6)                                                                   | 8,8 (47,8)                                                                    | 14,37 (57,86)                                                                 |
| Апсолутни минимум, °C (°F)                                                                 | −2,9 (26,8)                                                                   | −4,2 (24,4)                                                                   | −2,0 (28,4)                                                                   | 0,6 (33,1)                                                                    | 8,0 (46,4)                                                                    | 11,4 (52,5)                                                                   | 15,5 (59,9)                                                                   | 16,0 (60,8)                                                                   | 10,4 (50,7)                                                                   | 3,0 (37,4)                                                                    | 1,4 (34,5)                                                                    | −2,0 (28,4)                                                                   | −4,2 (24,4)                                                                   |
| Количина кише, mm (in)                                                                     | 47,7 (1,878)                                                                  | 38,5 (1,516)                                                                  | 42,3 (1,665)                                                                  | 25,5 (1,004)                                                                  | 14,3 (0,563)                                                                  | 5,4 (0,213)                                                                   | 6,3 (0,248)                                                                   | 6,2 (0,244)                                                                   | 12,3 (0,484)                                                                  | 45,9 (1,807)                                                                  | 60,1 (2,366)                                                                  | 62,0 (2,441)                                                                  | 366,5 (14,429)                                                                |
| Дани са кишом                                                                              | 12,9                                                                          | 11,4                                                                          | 11,3                                                                          | 9,3                                                                           | 6,4                                                                           | 3,6                                                                           | 1,7                                                                           | 1,6                                                                           | 4,7                                                                           | 8,6                                                                           | 10,9                                                                          | 13,5                                                                          | 95,9                                                                          |
| Релативна влажност, %                                                                      | 69,3                                                                          | 68,0                                                                          | 65,9                                                                          | 62,2                                                                          | 58,2                                                                          | 51,8                                                                          | 46,6                                                                          | 46,8                                                                          | 54,0                                                                          | 62,6                                                                          | 69,2                                                                          | 70,4                                                                          | 60,42                                                                         |
| Сунчани сати — месечни просек                                                              | 130,2                                                                         | 134,4                                                                         | 182,9                                                                         | 231,0                                                                         | 291,4                                                                         | 336,0                                                                         | 362,7                                                                         | 341,0                                                                         | 276,0                                                                         | 207,7                                                                         | 153,0                                                                         | 127,1                                                                         | 2.773,4                                                                       |
| Извор #1: HNMS (1955–2010 normals)                                                         |                                                                               |                                                                               |                                                                               |                                                                               |                                                                               |                                                                               |                                                                               |                                                                               |                                                                               |                                                                               |                                                                               |                                                                               |                                                                               |
| Извор #2: Deutscher Wetterdienst (Extremes 1961–1990), Info Climat (Extremes 1991–present) |                                                                               |                                                                               |                                                                               |                                                                               |                                                                               |                                                                               |                                                                               |                                                                               |                                                                               |                                                                               |                                                                               |                                                                               |                                                                               |

## Спорт
Олимпијски комплекс Хелиникон се налази у Елинику. Изграђен је за одржавање Летњих олимпијских игара 2004. и састоји се од пет локација. Елинико је такође дом кошаркашког клуба Елинико-Сурмена са многим достигнућима у женској кошарци.

## Становништво
| Година | Становништво |
| ------ | ------------ |
| 1981.  | 11.498       |
| 1991.  | 13.517       |
| 2001.  | 16.740       |
| 2011.  | 17.259       |
| 2021.  | 16.715       |